# クロフィブラート
クロフィブラート（Clofibrate）は、血中高コレステロールおよび高トリグリセリド値のコントロールに用いられるフィブラート系脂質低下剤である。リポタンパク質リパーゼ活性を高めてVLDLからLDLへの変換を促進し、VLDLを減少させる。また、HDLを増加させる効果もある。
米国で1963年に医療用として承認されたが、2002年に副作用の問題で販売が中止された。
日本では1985年8月に承認され:1、現在も流通している。

## 効能又は効果
高脂質血症

## 副作用

### 重大な副作用
横紋筋融解症、無顆粒球症

### 合併症と問題点
SIADH（抗利尿ホルモン(ADH、バソプレッシン)不適合分泌症候群）を誘発する可能性がある。また、胆嚢内にコレステロール結石を形成する可能性がある。
虚血性心疾患の一次予防に関する世界保健機関（WHO）協賛観察研究（平均観察期間：投与中5.3年、投与終了後7.9年）では、血清コレステロールの低下にもかかわらず、非投与の高コレステロール群に比べて高い死亡率（投与中で47%、投与後で5%増加）が確認された。死因は心臓疾患以外も含む様々な原因によるもので、未だ「説明不能」である。

## 参考資料
1. ↑   (英語) Analogue-based Drug Discovery. John Wiley & Sons. (2006). p. 474. ISBN 9783527607495
2. ↑  “クロフィブラートカプセル250mg インタビューフォーム”.   PMDA. 2021年4月25日閲覧。
3. ↑  “WHO cooperative trial on primary prevention of ischaemic heart disease with clofibrate to lower serum cholesterol: final mortality follow-up. Report of the Committee of Principal Investigators”. Lancet 2 (8403):  600–4. (September 1984). doi:10.1016/s0140-6736(84)90595-6. PMID 6147641.